# Euphorbia decepta
Euphorbia decepta N.E.Br. es una especie fanerógama  perteneciente a la familia de las Euforbiáceas. Es endémica de Sudáfrica en la Provincia del Cabo.

## Descripción
Es un arbusto suculento que alcanza hasta los 30 cm de longitud, con caudex parcialmente subterráneo y pequeñas hojas caducas.

## Taxonomía
Euphorbia decepta fue descrita por Nicholas Edward Brown y publicado en Flora Capensis 5(2): 320. 1915.
Etimología
Euphorbia: nombre genérico que deriva del médico griego del rey Juba II de Mauritania (52 a 50 a. C. - 23), Euphorbus, en su honor – o en alusión a su gran vientre –  ya que usaba médicamente Euphorbia resinifera. En 1753 Carlos Linneo asignó el nombre a todo el género.
decepta: epíteto latino que significa 
Sinonimia
- Euphorbia albertensis N.E.Br. in W.H.Harvey & auct. suc. (eds.), Fl. Cap. 5(2): 323 (1915).
- Euphorbia astrophora J.G.Marx, Cact. Succ. J. (Los Angeles) 68: 311 (1996).
- Euphorbia gamkensis J.G.Marx, Cact. Succ. J. (Los Angeles) 71: 38 (1999).
- Euphorbia suppressa J.G.Marx, Cact. Succ. J. (Los Angeles) 71: 33 (1999).[3][4]